# Margery Kempe
Margery Kempe (King's Lynn, c. 1373 – após 1438) foi uma mística cristã inglesa conhecida pela obra The Book of Margery Kempe, trabalho considerado como uma das primeiras autobiografias em língua inglesa. Suas crônicas relatam atribulações domésticas, sua extensiva peregrinação a lugares sagrados na Europa e na Terra Santa, bem como suas supostas conversas míticas com Deus. Ela é honrada pela Comunhão Anglicana, embora não tenha se tornado uma santa católica.

## Biografia
Margery Kempe nasceu na cidade de King's Lynn em Norfolk, Inglaterra. Na época a cidade era conhecida como Bishop's Lynn por ser uma cidade episcopal submetida ao bispo de Norwich (então Henry Despenser). Filha de John Brunham, um importante mercador local e por algumas vezes prefeito da cidade, Margery Kempe casou-se com outro mercador chamado John Kempe com quem teria tido catorze filhos. Em 1438, lela foi admitida na guilda comercial chamada Trinity Guild da qual seu pai havia sido um importante membro. Como mulher leiga, deu início a uma vida de profunda devoção a Cristo após dois momentos cruciais: por volta dos vinte anos e após um parto quando, segundo conta, teria sofrido tentações demoníacas; a devoção se fortaleceria, ainda, após tentativas fracassadas de empreender negócios próprios.
A partir de então, Kempe dedicou sua vida à peregrinações religiosas passando por diversas cidades até Jerusalém. Durante as missas e em outros momentos religiosos, narrou ter tido visões espirituais que a faziam chorar profundamente por seu amor a Cristo. Segundo ela:
“(...) þe plentyuows teerys þt sche wept þe whech made hir so febyl & so weyke þt sche myth not endur to beheldyn þe crosse ne heryn owr lords passyon rehersyd so sche was resoluyd in to terys of pyte & co͒passyon” (MS 61823, f. 74v).
"(...) as muitas lágrimas que ela chorou que a deixaram tão fraca e frágil de modo que ela poderia não aguentar contemplar a cruz nem ouvir a Paixão de nosso Senhor sendo repetida sem se dissolver em lágrimas de piedade e compaixão" (Tradução livre).
O comportamento pouco disciplinado da autora fez com que, segundo conta no livro, fosse acusada por diversas vezes de estar tomada por demônios e por ser uma herege lolarda. As acusações fizeram com que fosse presa algumas vezes, precisando comprovar sua ortodoxia diante de autoridades importantes como os arcebispos de York (Henry Bowet) e de Canterbury (Thomas Arundel) ou mesmo o duque de Bedford, John. Embora tenha sido perseguida e acusada de heresia, nunca foi formalmente condenada. 

## Obra
Margery Kempe foi responsável pela escrita de um livro autobiográfico hoje conhecido como The Book of Margery Kempe composto com a ajuda de dois escribas. Kempe narrou sua trajetória de vida religiosa aos clérigos que escreviam aquilo que estava sendo narrado por ela. Sabe-se da existência de um único manuscrito da obra, hoje nos arquivos da British Library sob código MS 61823. A obra, escrita no inglês médio, pode ser considerada também um registro auto-hagiográfico por aproximar Margery Kempe de alguns modelos de santidade. Foi retratada como uma mulher que abandonou a luxúria e o orgulho para adotar uma vida virtuosa e casta dentro do matrimônio, realizando milagres através da intervenção imediata de Cristo. Para cumprir com a castidade mesmo que casada com John Kempe, Margery teria passado a viver em uma casa separada do esposo. O afastamento dela fez com que, segundo sua obra, a autora fosse responsabilizada por um grave acidente sofrido por John, pois não estava ao lado dele cumprindo um papel esperado à esposa. Depois do acidente, teria cuidado de John Kempe até sua morte.
O livro foi escrito em duas partes. O Livro I corresponde à primeira tentativa de escrita da obra por um escriba que o teria realizado com tão pouca qualidade que quase não era possível ler o texto depois de feito. Assim, Margery Kempe precisou recorrer a outro escriba para que reescrevesse a obra, momento em que teria acrescentado dez capítulos já nos anos finais de sua vida.

A autora mencionou diversas figuras históricas importantes em sua obra. Dentre elas, uma visita à anacoreta Julian de Norwich (1342-1416) que viveu em uma cela da igreja de Norwich. Lá, teria escrito também uma obra conhecida como Revelações do Amor Divino no final do século XIV para o início do século XV.